# Gnathocera sericinitens
Gnathocera sericinitens är en skalbaggsart som beskrevs av Bates 1884. Gnathocera sericinitens ingår i släktet Gnathocera och familjen Cetoniidae. Inga underarter finns listade i Catalogue of Life.